# ジョン・ゴム
ジョン・ゴム（Jon Gomm）は、イギリスのシンガー・ソングライターである。1本のアコースティックギターで、ドラム、ベース、主旋律等の音を同時に演奏し、ブルース、ソウル、ロックからメタルに至るさまざまなジャンルの楽曲を発表している。マイケル・ヘッジスより多くのインスピレーションを受ける。3つのソロ・アルバムを発表しており、2004年からはフルタイムで全世界でツアーを行っている。”ギター・マスター・ツアー”創設者のプレストン・リード、アンディ・マッキーとともに、同ツアーのメンバーとしての参加多数。

## 経歴
2歳よりウクレレを始める。クラシック・ギターのレッスンは4歳で始め、12歳からは、故郷ブラックプールで音楽評論家の父に伴いブルースのライブへ同行。10代ではrock greats styleでエレキギターを弾いていた。
高校卒業後、オックスフォード大学英語科に在籍していたが、ロンドンにあるThe Guitar Institute （現：Institute Contemporary Music Performanceの一部）に行くため、同大学退学。 ロンドンでは、カフェ・バーでのJazzを演奏、セッション・ギタリストとしてレコーディング、Working men's clubsでラインダンサー達のためにカントリー・ミュージックを演奏するなどして、学費を含め経済的に自立。その後ヨークシャー州リーズにあるリーズ音楽大学でジャズを勉強するためリーズへ転居、現在に至る。
ソロ・パフォーマンスはリーズで開始。アコースティック・ギターの音の可能性を広げた。ギターの側面を叩いて、スネアドラム、ベース・ドラム、ボンゴなどの音を、弦のリチューニングでベースの音を、ギターのハイ・ハーモニックス奏法でシンセサイザーのような音を表現。これらの奏法を自身の楽曲のなかで演奏するほか、長年歌ってきたブルースも自分のスタイルとして取り込んでいる。
音楽的にはMichael Hedgesの影響が強く、Andy McKee、Erik Mongrainらとともに 超絶技巧ギタリストの一角を担う。上腕に入れたタトゥーは、Micheal Hedgesのアルバム「Oracle」のカバーデザインに由来する。
ジョン・ゴムはいわゆる音楽業界に入るのを嫌っており、チェーン系の会場や企業をスポンサーとしたフェスティバルでの演奏を避けて活動している。近郊のビール・パブや劇場、アートセンターなどで、インディペンデント・プロモーターの協力をうけての活動を主とする。
彼自身によるパフォーマンスに加え、Tommy Emmanuel(Australia)、Nick Harper, Bob Brozmanらと共にライブにも出演。
The Italian National Guitar FestivalやThe Garforth Arts Festival、The London Guitar Show at Wembley Arenaなどのフェスティバルでも演奏している。活動のメインはUKやヨーロッパ。
2012年2月、”Passionflower”の演奏が、ニュースキャスター Stephen Fryのツイートをきっかけに、デイリー・メール、デイリー・テレグラフ紙に取り上げられる。これをきっかけに、2012年よりTV番組の出演が増え、世界中でのライブ活動を実施。チャカ・カーンの"Ain't Nobody"をカバーし、好評を博す。
2013年11月、PledgeMusic のキャンペーンで、4週間という短期間で100%リスナーによる出資が集まり、新アルバム”Secret Nobody Keeps”をリリース。世界中のファンからの強い支持を決定づける。このアルバム・タイトルは、ソーシャル・ネットワークの力と、Stephen Fryのコメントへの感謝を込めてつけられた。"PledgeMusic キャンペーンでの成功は、大変うれしい。私がソーシャル・ネットワークに偏り過ぎていると言う人もいるが、ネットのおかげで友人やファンからの支持が増え、激動の人生になった”とジョン・ゴムは述べている。

## ディスコグラフィ

### Hypertension
ジョン・ゴムのファースト・アルバムは自身のレーベルから2003年に発表。全トラックはシングルテイク、多重録音ではない。
全曲、ジョン・ゴムの作品
1. "Waiting in Vain" (Bob Marley) (Chis Korpos)
2. "Clockwork"
3. "H"
4. "Stupid Blues"
5. "Less To You"
6. "Hey Child"
7. "High and Dry" (Radiohead)
8. "Swallow You Whole"
9. "Butterfly Hurricane"
10. "Happy Room"
11. "Crazy Jonny"
12. "Waterfall"

### Don't Panic
1. "Waterfall"
2. "Afterglow"
3. "Temporary"
4. "Gloria"
5. "Topeka"
6. "Loveproof"
7. "Surrender"
8. "Rescue Song"
9. "The Weather Machine"
10. "Wake Up!"
11. "What's Left For You?"

### Secrets Nobody Keeps
全曲、ジョン・ゴムの作品
1. "Telepathy"
2. "Ain't Nobody" (Hawk Wolinski)
3. "There's No Need To Be Afraid"
4. "Wukan Motorcycle Kid"
5. "Deep Cut"
6. "Orville (The Secret Of Learning To Fly Is Forgetting To Hit The Ground)"
7. "Passionflower"
8. "Message In A Bottle" (Sting)
9. "Dance Of The Last Rhino"
10. "Everything"

### Singles
2011年、自身のWEB上で3曲のシングルをリリース。その内の1曲”Passionflower”が、Stephen Fry のツイートと、デイリー・メール、デイリー・テレグラフで取り上げられ、2012年初頭にYouTubeでのアクセス数が200万回を超える。
1. "Passionflower"
2. "Message in a Bottle" (Originally by The Police)
3. "Ain't Nobody" (Originally by Chaka Khan)

## ビデオグラフィ
1. Ain't Nobody (Chaka Khan cover) featuring Daniel Tompkins (2013)
2. Ain't Nobody (Chaka Khan cover) (2012)
3. Message in a Bottle (The Police cover) (2011)
4. Passionflower (2011)

## Press
"…(中略)ファンクからヘビーメタルに至るまでさまざまな影響を受け、アグレッシヴかつ人を引きつけてやまない、パーカッション的なスタイルを持つ。彼のエネルギッシュな人柄は、ギタープレイ、歌ともに現れている。Bridge Guitar Review誌 Henk te Veldhuis
"…一体どうやって、一人の人間が文字通り”ワンマン・バンド”をここまで器用にこなせるのか？フルメンバーのバンドは自分たちを恥じ入るだろう。" Sandman Magazine誌
”Leedsにはこういう音楽家がいるということを、人々はとても幸運に思っていることだろう” Leedsmusicscene.net
"アコースティック・ギター・プレイの未来を見た。それはジョン・ゴムと呼ばれている" Blues Matters!誌